# Porfirio Rubirosa
Porfirio Rubirosa Ariza, né le 22 janvier 1909 à San Pedro de Macorís en République dominicaine et mort le 16 juillet 1965 dans le 17e arrondissement de Paris, est un diplomate dominicain et un playboy de l'entre-deux-guerres et de l'après-guerre.

## Biographie

### Jeunes années
Son père, un général devenu diplomate, dirige de 1915 à 1926 la délégation diplomatique dominicaine à Paris, puis à Londres. Son fils est alors à l'École des Roches. Porfirio Rubirosa, séduisant et au physique avantageux, s'initie aux vertiges de la « vie parisienne », plus passionné par le sport et la musique que par les études, auxquelles il renonce à 19 ans. Privé de subsides familiaux, il rejoint sa famille à Saint-Domingue, où son père a été rappelé mais, lui, continue de mener une vie de festivités. En 1930, son père tombe malade et il s'installe auprès de lui tout en donnant des cours de français.
Après la mort du général, Rubirosa reprend ses études à la faculté de droit de Saint-Domingue puis il rencontre le dictateur qui dirige cet État, le général Trujillo. Il devient membre de sa garde personnelle et il est bientôt détaché à Paris auprès de la fille du dictateur, Flor, avec laquelle il noue une idylle et qu'il épouse, après quelques péripéties, en 1932.

### Le séducteur
Porfirio Rubirosa se révèle un séducteur hors pair. Il est de plus en plus ardent, inépuisable et courtisé, ce qui a le don d'irriter la famille du dictateur. Le général Trujillo l'expédie en Allemagne en 1936 puis le renvoie à Paris. Flor et Porfirio Rubirosa divorcent néanmoins en 1938.

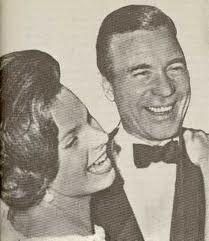
Porfirio Rubirosa et Odile Rodin en 1965.

Il est ensuite nommé en Belgique avant de revenir en France, à Vichy avec sa délégation (où il épouse l'actrice Danielle Darrieux en 1942). Il est interné à Bad Nauheim quand la République dominicaine rejoint le camp des Alliés. Danielle Darrieux le rejoint en Allemagne sous prétexte d'une tournée avec d'autres acteurs français. Cinq années plus tard, il divorce à nouveau pour épouser en 1947 Doris Duke, journaliste américaine et millionnaire, fille du propriétaire de l'American Tobacco Company, qui lui ouvre les voies de la jet set. Leur mariage ne durera qu'une année. Mais certaines des plus belles femmes du monde passent dans ses bras selon les rumeurs : Patricia Kennedy (future épouse de Peter Lawford), Marilyn Monroe, Ava Gardner, Rita Hayworth, Kim Novak, Dolores del Río, Veronica Lake, Hélène Rochas et Zsa Zsa Gábor, avec laquelle il a une plus longue liaison.
En 1953, il épouse Barbara Hutton, héritière millionnaire des magasins créés par Frank Woolworth, au consulat dominicain de New York, pour un mariage qui durera quelques semaines.
Il se remarie en 1956 avec l'actrice Odile Rodin et dès lors, sa vie conjugale sera plus calme. Installé dans un hôtel particulier du 7e arrondissement à Paris, il s'adonne à ses passions : le polo et les courses automobiles. À ce titre, il participe deux fois, sur Ferrari, à la course des 24 Heures du Mans, en 1950 et 1954, sans finir la course.

### Mort
Le 16 juillet 1965 à 8 h 10, alors qu'il se dirige vers Paris venant de Boulogne-Billancourt, alcoolisé, sa Ferrari heurte l'arrière gauche d'un véhicule se trouvant à l'arrêt, allée de la Reine-Marguerite dans le bois de Boulogne. Il perd alors le contrôle de son véhicule qui percute un arbre. En l’absence de ceinture de sécurité pour le retenir, sa poitrine est défoncée par le volant, causant sa mort.
Après cet accident mortel, son ami José Luis de Vilallonga dira : « Une belle mort, telle qu'il l'avait souhaitée, telle qu'il l'avait provoquée en s'aidant de l'alcool, de la fatigue, de l'insomnie. Le bois de Boulogne au petit matin, une Ferrari scintillante, un arbre en travers du chemin et la vie qui prend fin au seuil d'une vieillesse que personne ne voulait imaginer. »

## Postérité
Porfirio Rubirosa est évoqué dans le 287e des 480 souvenirs cités par Georges Perec dans Je me souviens, dans Rue des Boutiques obscures de Patrick Modiano, ainsi que dans de nombreux paragraphes de Manouche, récit de Roger Peyrefitte.
Il apparaît aussi dans le roman La Fille de l’ogre de Catherine Bardon (2022).